# Lesina, Foggia
Lesina là một đô thị thuộc tỉnh Foggia trong vùng des Puglia của Ý. Đô thị này có diện tích km², dân số người.
Lesina có diện tích 159 km2, dân số 6289 người.
Đô thị này có các làng sau: Ripalta.
Đô thị Lesina giáp với các đô thị sau: Apricena, Poggio Imperiale, San Paolo di Civitate, San Nicandro Garganico, Serracapriola.